# Gaudichaudia albida
Gaudichaudia albida är en tvåhjärtbladig växtart som beskrevs av Adelbert von Chamisso och Schlecht.. Gaudichaudia albida ingår i släktet Gaudichaudia och familjen Malpighiaceae. Inga underarter finns listade i Catalogue of Life.